# Shirai-Wasserfall
Der Shirai-Wasserfall (japanisch 白猪の滝 Shirai-no-taki) liegt auf der japanischen Insel Shikoku in der Präfektur Ehime am Shiraitani (白猪谷川), einem Zufluss des Omote (表川). Dieser fließt weiter in den Shigenobu (重信川), der nach Westen bei Matsuyama in die Seto-Inlandsee mündet. Der auf etwa 650 m gelegene Wasserfall befindet sich innerhalb des Saragamine-Renpō-Präfekturnaturparks (皿ヶ嶺連峰県立自然公園). Die Fallhöhe beträgt 96 m. Die Stadt Tōon weist ihn als Landschaftlich Schönen Ort aus.
Jährlich am 3. November findet vor Ort ein Festival statt, das jedoch 2021 wegen der COVID-19-Pandemie abgesagt wurde. Im Winter gefriert der Wasserfall bei länger anhaltender Kälte.